# Cláudia Scher
Cláudia Scher (Rio de Janeiro, 27 de agosto de 1969) é uma publicitária e atriz brasileira de teatro, cinema e televisão, fruto do segundo casamento da atriz Tânia Scher. Estreou ao lado da mãe na minissérie Anos Dourados.

## Carreira
Criada em Botafogo, bairro da Zona Sul do município do Rio de Janeiro juntamente com sua irmã Isadora, fruto do primeiro casamento de Tânia Scher, Cláudia acompanhava a mãe nas coxias dos teatros e nos estúdios de gravação das novelas, sempre participando de testes, antes de integrar o elenco da minissérie Anos Dourados de Gilberto Braga, onde viveu a personagem Aline, colega de turma de Lurdinha (Malu Mader) no ISERJ.
A este trabalho emendou a sua participação no filme Sonhos de Menina-Moça à convite da diretora Teresa Trautman, para viver a personagem Soninha, amiga de Lauro (Ricardo Petraglia), tendo a oportunidade de atuar ao lado de Tônia Carrero, Marieta Severo e Xuxa Lopes. Ainda aos dezoito anos protagonizou a peça Artimanas de Rosana Billard, com a direção de Anselmo Vasconcellos, fazendo par romântico com Marcelo Serrado, com trilha sonora de Cláudio Savietto, em cartaz no espaço teatral do Papagaio, na Lagoa, ao lado das antigas instalações do Tivoli.
No ano seguinte participa da novela Vida Nova, de Benedito Ruy Barbosa interpretando a personagem Jurema, filha de Lalá (Yoná Magalhães) e irmã de Marta (Vera Zimmermann), Mariana (Andréa Avancini) e Marialina (Gabriela Oliveira), que no fim se casa com o Toninho (Marcos Winter).
Em 1991 grava as sequências iniciais da novela Pedra sobre Pedra, escrita pelo trio Aguinaldo Silva, Ricardo Linhares e Ana Maria Moretzsohn, onde interpreta a personagem Pilar Batista na fase jovem, ao dizer não à Murilo Pontes (Nelson Baskerville) perante o altar. Sua atuação repercutiu muito sobretudo pela sua semelhança com a atriz Renata Sorrah tanto fisicamente quanto nas expressões.
Seu momento de maior destaque na televisão ocorre em 1993, vivendo a personagem Aída Coutinho na telenovela Sonho Meu, empregada da família Candeias de Sá ao mesmo tempo em que mantém relação amorosa com Jorge (Fábio Assunção) a ponto de atuar a seu favor em diversos crimes. No argumento original em Ídolo de Pano, de Teixeira Filho, o personagem Jorge era assassinado por Aída por motivo passional, e esse desfecho chegou a ser gravado, no mês de março de 1994, estando pronto para ir ao ar poucas semanas antes. Tão logo se espalhou por vários veículos de imprensa que Aída seria a assassina, o autor Marcílio Moraes decidiu por alterar o final contrariando a sinopse e, com isso, obteve autorização da Rede Globo para gravar oito sequências de morte e confundir o público, cada uma delas com um criminoso diferente.
Em 1995 participa da novela História de Amor, de Manoel Carlos, como cliente da lanchonete de Xavier (Ricardo Petraglia) e logo em seguida integra o elenco da minissérie "Taxi Brasil", filmado em 16mm, que marcou a retomada da teledramaturgia na Band após um hiato de vários anos, concebido em parceria com a Nádia Filmes com a proposta de inaugurar uma nova linguagem dramatúrgica na televisão brasileira, abordando as aventuras do motorista de táxi Guará (Marcelo Escorel) pelo Estado do Rio, com roteiro de Gilberto Loureiro e direção de Haroldo Marinho.

## Vida pessoal
Cláudia ingressou no curso de publicidade e propaganda da FACHA em 1992 e revezava com as aulas de interpretação para dar vida à personagem Pilar em Pedra Sobre Pedra, formando-se em 1996 e atuando na área desde então. Descende matrilinearmente de alemães, italianos e russos. É casada e mãe de duas filhas.

## Trabalhos

### Televisão
| Ano  | Título            | Personagem           | Emissora     | Notas               |
| ---- | ----------------- | -------------------- | ------------ | ------------------- |
| 1986 | Anos Dourados     | Aline                | Rede Globo   | Episódios: 20.      |
| 1988 | Vida Nova         | Jurema               | Rede Globo   |                     |
| 1992 | Pedra sobre Pedra | Pilar Farias Batista | Rede Globo   | Episódios: 1ª Fase. |
| 1993 | Sonho Meu         | Aída Coutinho        | Rede Globo   |                     |
| 1995 | História de Amor  | Délia                | Rede Globo   | Part. Esp.          |
| 1996 | Táxi Brasil       | Fabiana              | Bandeirantes | Episódios: 52.      |

### Cinema
| Ano  | Título                | Personagem | Direção         | Nota                                |
| ---- | --------------------- | ---------- | --------------- | ----------------------------------- |
| 1987 | Sonhos de Menina-Moça | Soninha    | Teresa Trautman | Amiga de Lauro (Ricardo Petraglia). |

### Videoclipes
| Ano  | Canção      | Artista | Nota              |
| ---- | ----------- | ------- | ----------------- |
| 1988 | "Ideologia" | Cazuza  | Garota da lancha. |

### Teatro
| Ano  | Título          | Personagem     | Direção              | Elenco                                                                          |
| ---- | --------------- | -------------- | -------------------- | ------------------------------------------------------------------------------- |
| 1987 | Artimanas       | Princesa Julia | Anselmo Vasconcellos | Cláudia Scher, Dayse Tenório, Patrícia Mauro, Marcelo Serrado, Paulo Nigri etc. |
| 1988 | Banana's Dance  | Apresentadora  | Francisco Araújo     | Cláudia Scher, Tânia Scher, Rio Dixieland Jazz Band e Orquestra Cuba Libre.     |
| 1994 | Sons e Palavras | Cantora        | Victor Pozas         | Cláudia Scher, Victor Pozas, Cau Mendes etc.                                    |